# Oblati di San Giuseppe

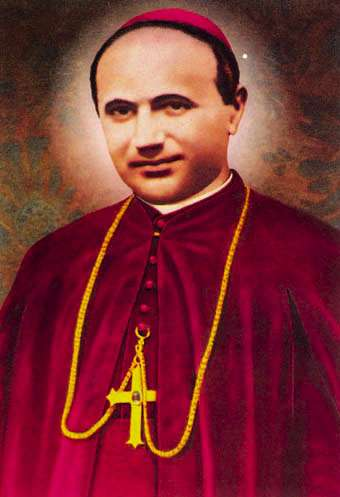
Giuseppe Marello, vescovo di Acqui, fondatore dell'istituto

Gli Oblati di San Giuseppe (in latino Congregatio Oblatorum S. Ioseph, Astae Pompejae) sono un istituto religioso maschile di diritto pontificio: i membri di questa congregazione clericale, detti popolarmente Giuseppini d'Asti, pospongono al loro nome la sigla O.S.J.

## Storia
La congregazione venne fondata dal sacerdote italiano Giuseppe Marello (1844-1895) per "il servizio di Dio nell'imitazione di san Giuseppe" e "l'educazione cristiana della gioventù". I primi quattro aspiranti vennero riuniti ad Asti il 14 marzo 1878 e il 19 marzo 1879 presero l'abito religioso. Il vescovo di Asti, Giacinto Arcangeli, il 18 marzo 1901 autorizzò i membri del sodalizio a emettere i voti religiosi, così che diventarono una congregazione di diritto diocesano..  L'istituto divenne una congregazione di diritto pontificio l'11 aprile 1909 ottenendo il pontificio decreto di lode: a quella data, gli Oblati di San Giuseppe erano diffusi nelle diocesi di Acqui, Alba, Fossano, Novara e Pontremoli. Le sue costituzioni vennero approvate definitivamente dalla Santa Sede il 1º dicembre 1929.
I primi Oblati di San Giuseppe affiancavano il clero diocesano particolarmente nell'educazione cristiana dei giovani e nell'insegnamento del catechismo preparando i giovani ai sacramenti dell'iniziazione cristiana: battesimo, cresima, eucaristia. Dal 1915 la congregazione si è aperta all'apostolato missionario e internazionale fondando filiali nelle Filippine nel 1915, in Brasile nel 1919, negli Stati Uniti d'America nel 1929, in Bolivia e in Perù nel 1948 - nel 1958 in Perù la Santa Sede affidava alla congregazione la prelatura territoriale di Huarí, ora diocesi di Huari, di cui il vescovo giuseppino Marco Libardoni fu il primo prelato -, quindi in Messico nel 1951, in Polonia nel 1980 - l 1º marzo 1980, la congregazione polacca di diritto diocesano dei Fratelli del Patrocinio di San Giuseppe  presente nella diocesi di Kielce venne unita alla congregazione degli Oblati di San Giuseppe, i- , in India nel 1982 - attraverso l'amalgamazione con la congregazione diocesana degli Oblates of St. Joseph di rito latino presente nell'arciodiocesi di Verapoly in Kerala -, in Nigeria dal 1990, in Australia dal 2009, in El Salvador dal 2013.
Il fondatore San Giuseppe Marello, sacerdote della diocesi di Asti e vescovo della diocesi di Acqui, beatificato da papa Giovanni Paolo II il 26 settembre 1993 in Asti, è stato proclamato santo da papa Giovanni Paolo II il 25 novembre 2001.

## Attività e diffusione
Gli Oblati di San Giuseppe si dedicano al ministero parrocchiale, all'apostolato missionario, all'educazione dei giovani e alle opere della pastorale giovanile. Sono presenti in  Africa (Nigeria), in America (Bolivia, Brasile, El Salvador, Messico, Perù, Stati Uniti d'America), in Asia (Filippine, India), in Europa (Italia, Spagna, Polonia) e in Oceania (Australia). La sede internazionale, la Curia Generalizia, è in via Boccea a Roma, nelle vicinanze della Chiesa parrocchiale di San Giuseppe all'Aurelio, da loro officiata.. La congregazione è distribuita in nove Province e due Delegazioni.
Essi animano un movimento internazionale, sia di giovani attraverso la Pastorale Giovanile Giuseppina Marelliana, sia di laici adulti appartenenti al Sodalizio Giuseppino Marelliano dei Laici (Sodalicium Laicorum Josephinum Marellianum). Con il Movimento Giuseppino, diretto da Padre Tarcisio Stramare, la congregazione promuove a livello internazionale la conoscenza e il culto di san Giuseppe..
Al 31 dicembre 2008 la congregazione contava 100 case e 570 religiosi, 378 dei quali sacerdoti.